# 광대버섯
광대버섯은 주름버섯목 광대버섯과의 한 종으로, 독이 있어 먹을 수 없는 버섯이다. 갓은 빨간색으로, 가장자리는 옅은 색이며, 처음에는 둥글다 점차 평평해진다. 흰색 사마귀가 있고, 턱받이가 있다. 전 세계에 분포하지만, 한국에서는 흔하지 않다. 이 버섯에서 독 성분 무스카린이 처음으로 분리되었기 때문에 학명이 Amanita muscaria이다.

## 독성
광대버섯을 섭취하는 어린이나 일반인은 중독될 수 있으며 환각 증세가 나타난다. 인도경전 리그베다에 언급된 환각물질 소마는 광대버섯을 지칭하는 것일 수 있다. 광대버섯은 기생 생물로서 유라시아의 소나무, 전나무 특히 자작나무의 뿌리가 있어야만 살 수 있다.

## 변종
- muscaria
- flavivolvata
- alba
- formosa
- guessowii
- persicina
- regalis

## 참조
1. ↑  Michelot D; Melendez-Howell LM. (2003). “Amanita muscaria: chemistry, biology, toxicology, and ethnomycology”. 《Mycological Research》 107 (Pt 2): 131–46. doi:10.1017/S0953756203007305. PMID 12747324.
2. ↑  Benjamin DR. (1992). “Mushroom poisoning in infants and children: the Amanita pantherina/muscaria group”. 《Journal of Toxicology: Clinical Toxicology》 30 (1): 13–22. doi:10.3109/15563659208994442. PMID 1347320.
3. ↑  Hoegberg LC; Larsen L; Sonne L; Bang J; Skanning PG; (2008). “Three cases of Amanita muscaria ingestion in children: two severe courses [abstract]”. 《Clinical Toxicology》 46 (5): 407–8. doi:10.1080/15563650802071703. PMID 18568796.